# Rodney Parade
El Rodney Parade es un estadio de rugby y fútbol situado en la ciudad galesa de Newport, Reino Unido. El recinto deportivo está situado en la orilla este del río Usk, en el centro de Newport. Rodney Parade es el estadio del Dragons RFC, uno de los cuatro equipos regionales de Liga Celta de Rugby (ahora: United Rugby Championship), y del Newport RFC de la Welsh Premier Division la liga galesa de rugby. Desde 2012, el Newport County AFC que disputa la English Football League Two también utiliza el estadio para sus partidos como local.
La instalación tiene espacio para 11.676 espectadores, con un aforo futbolístico de 7.850. Tiene dos tribunas cubiertas, la tribuna Hazell al oeste y la tribuna Bisley al este. En el norte del estadio hay una tribuna descubierta y en el sur hay una pequeña tribuna descubierta para los aficionados del equipo visitante (Sytner Stand).

## Historia
En 1875 se fundó el Newport Athletic Club y dos años más tarde consiguió el uso del terreno en Rodney Parade de Lord Tredegar. El terreno sirvió al club para partidos y entrenamientos de sus equipos de cricket, tenis y rugby. De 1901 a 1934, el Monmouthshire County Cricket Club utilizó el estadio para sus partidos.
En octubre de 1879, el Newport RFC jugó contra el Cardiff RFC en un partido con iluminación artificial en Rodney Parade. Fue el primer campo de Gales en contar con iluminación artificial.
Rodney Parade ha albergado partidos internacionales de la Selección de rugby de Gales contra Inglaterra, Francia y Escocia.

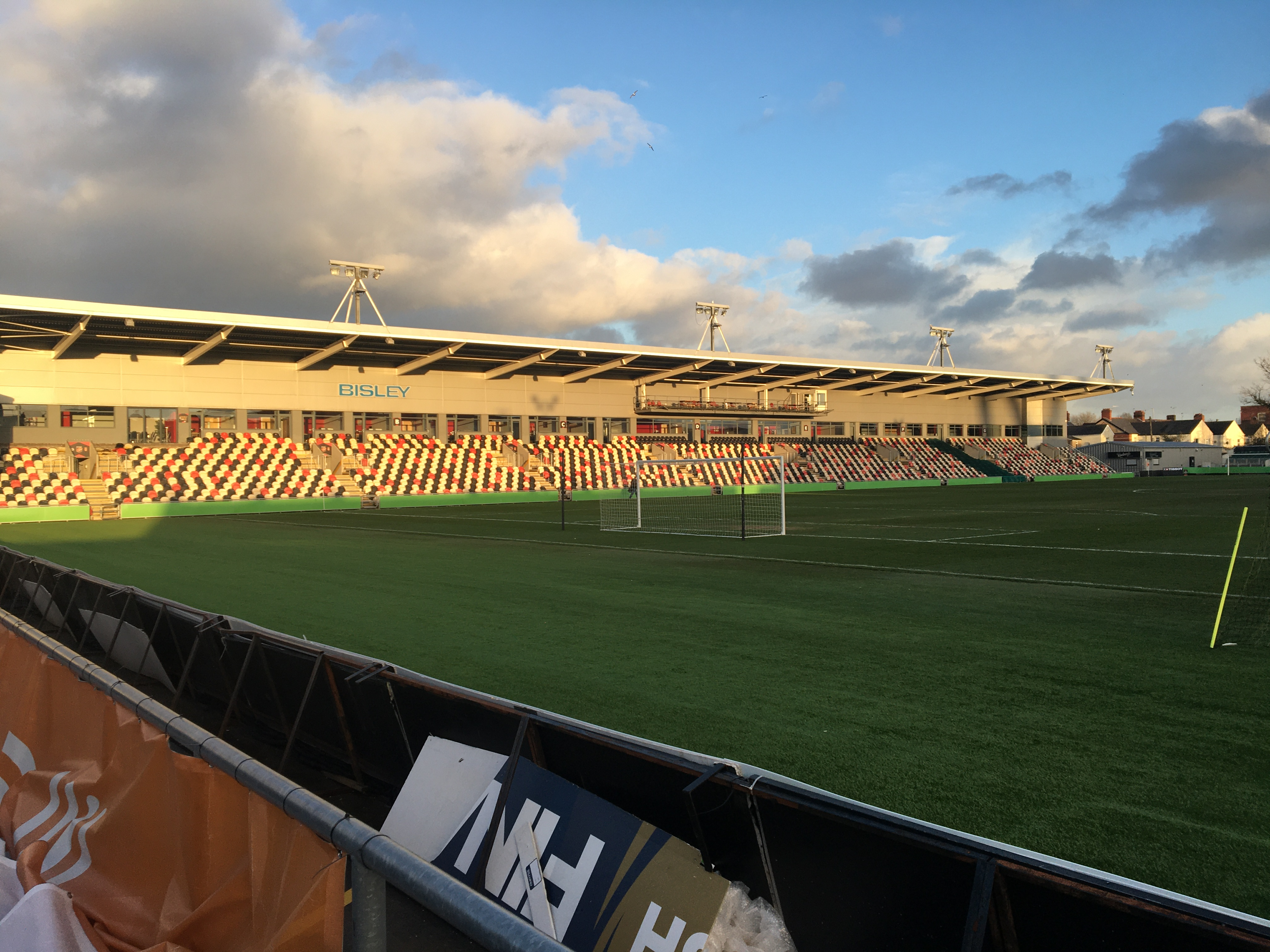
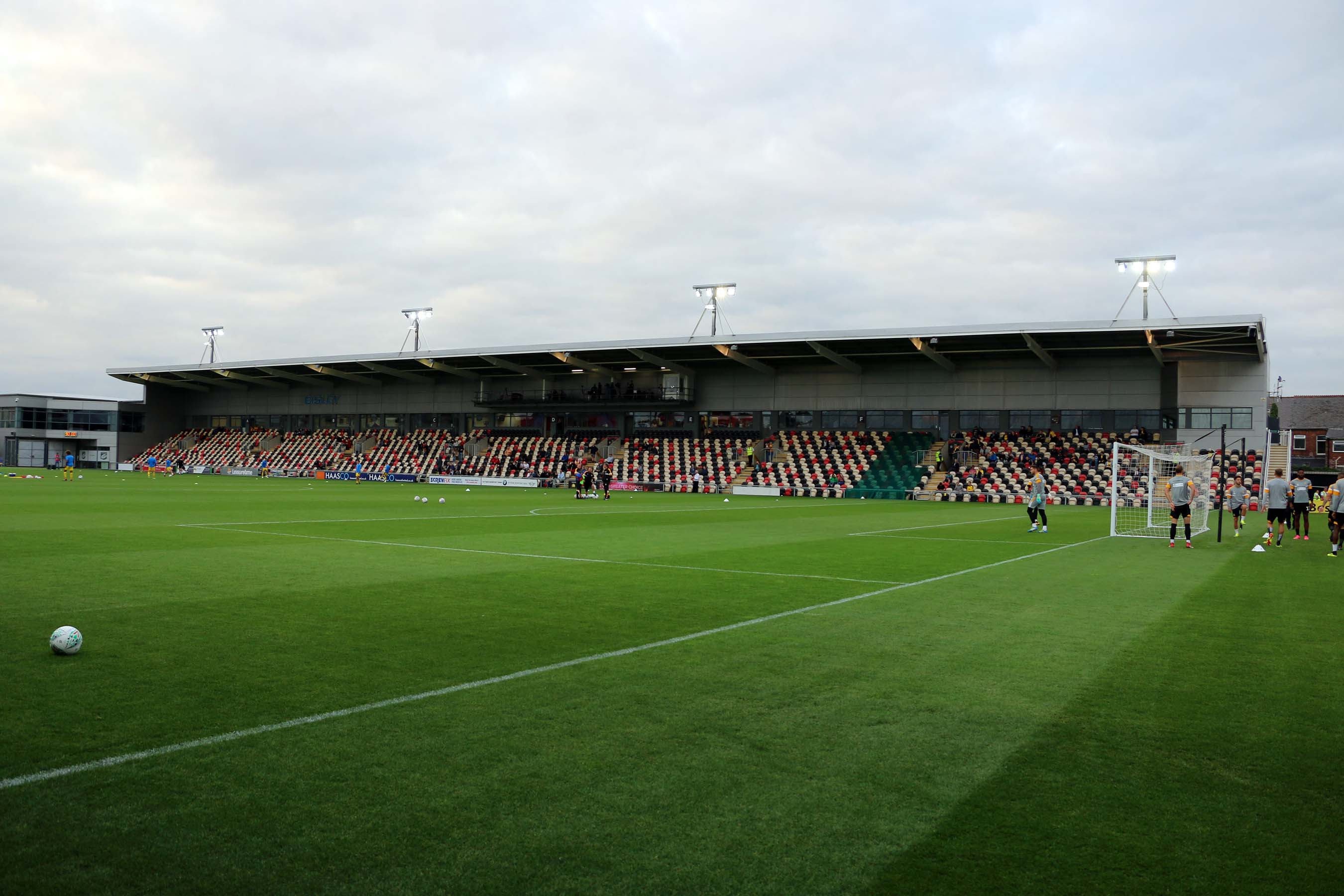